# Haplogruppe L1
Die Haplogruppe L1 ist in der Humangenetik eine Haplogruppe der Mitochondrien. Die Haplogruppe L1 findet sich in West- und Zentralafrika südlich der Sahara. Sie scheint nur selten im Osten und im südlichen Afrika vorzukommen. Die Haplogruppe verfügt über zwei Subgruppen L1b und L1C. L1b kommt am häufigsten in Westafrika vor. L1C ist häufiger unter den Bantu- und Semi-Bantu-Sprechern des westlichen Zentralafrikas.
Haplogruppe L1 entstand mit der mitochondrialen Eva und Haplogruppe L0 ist ein Ableger davon.
L1 verzweigt sich in verschiedene Haplogruppen, die sich mit Ausnahme von L3 auf Afrika konzentrieren.
Die ehemaligen L1 Subgruppen (L1d, L1k, L1A, L1f) wurden neu klassifiziert in Haplogruppe L0 als L0d, L0k, L0a und L0f.
Haplogruppe L1 ist nach Ansicht der Forscher zum ersten Mal in Afrika vor etwa 150000 bis 170000 Jahren aufgetreten.

## Stammbaum
Dieser phylogenetische Stammbaum der Subgruppen von Haplogruppe L1 basiert auf einer Veröffentlichung von Mannis van Oven und Manfred Kayser und anschließender wissenschaftlicher Forschung.
- Am weitesten entfernter gemeinsamer Vorfahre (MRCA)
  - L1'2'3'4'5'6
    - L1
      - L1b
        - L1b1
          - L1b1a
            - L1b1a1
            - L1b1a2
              - L1b1a2a

            - L1b1a3
            - L1b1a4
            - L1b1a5

          - L1b1b

        - L1b2

      - L1c
        - L1c1'2'4'6
          - L1c1
            - L1c1a
              - L1c1a1
                - L1c1a1a
                  - L1c1a1a1
                    - L1c1a1a1a
                    - L1c1a1a1b
                      - L1c1a1a1b1

                  - L1c1a1a2

                - L1c1a1b

              - L1c1a2
                - L1c1a2a
                  - L1c1a2a1

                - L1c1a2b

            - L1c1b
            - L1c1c'd
              - L1c1c
              - L1c1d

          - L1c2'4
            - L1c2
              - L1c2a
                - L1c2a1
                  - L1c2a1a
                  - L1c2a1b

                - L1c2a2

              - L1c2b
                - L1c2b1
                  - L1c2b1a

            - L1c4

          - L1c6

        - L1c3
          - L1c3a
            - L1c3a1
            - L1c3b
              - L1c3b1
                - L1c3b1a
                - L1c3b1b

              - L1c3b2

            - L1c3c